# Schwaig (Eurasburg)
Schwaig ist ein Ortsteil der oberbayerischen Gemeinde Eurasburg im Landkreis Bad Tölz-Wolfratshausen. Der Weiler liegt circa vier Kilometer südlich von Beuerberg und ist über die Staatsstraße 2370 zu erreichen.

## Baudenkmäler
Siehe: Liste der Baudenkmäler in Schwaig